# Пембрукшър
 Пѐмбрукшър  (на английски: Pembrokeshire; на уелски: Sir Benfro, Сир Бѐнвро) е административна единица в Уелс със статут на графство (на английски: county). Създаден е със Закона за местното управление от 1994 г. Областта е разположена в Западен Уелс и граничи с Кармартъншър и Керъдигиън. Територията на Пембрукшър отговаря на границите на историческото графство Пембрукшър. Големите градове в графството са Милфорд Хейвън, Хавърфордуест и Пембрук Док.

## Градове
- Гудуик
- Милфорд Хейвън
- Нарбърт
- Нийланд
- Нюпорт
- Пембрук
- Пембрук Док
- Сейнт Дейвидс
- Тенби
- Фишгард
- Хавърфордуест